# Вирих VI фон Даун-Фалкенщайн
Вирих VI фон Даун-Фалкенщайн (на немски: Wirich VI von Daun-Falkenstein; * ок. 1542; † 11 октомври 1598, дворец Бройч, Мюлхайм на Рур) от фамилията Даун, е граф на Фалкенщайн и Лимбург, господар на господството Бройч и Бюргел (1554 – 1598) в Херцогство Берг. Той е дипломат, държавник и политик.

## Живот
Той е единственият син на граф Филип II фон Даун-Фалкенщайн (ок. 1514 – 1554) и втората му съпруга Каспара фон Холтей (1520 – 1558). Внук е на граф Вирих V (1473 – 1541) и съпругата му Ирмгард фон Сайн.
През пролетта на 1554 г. Вирих VI наследява господството Бройч от баща си. Негов опекун е Вилхелм V (III) фон Бернзау (1514 – 1576). Заедно със сестра си Магдалена (ок. 1546 – 1582), Вирих учи в дворец Бройч. От 1557 до 1559 г. посещава училище в Дуисбург и Дюселдорф, през 1562 г. пътува във Франция. До 1564 г. той следва в университета на Ферара.
На 13 февруари 1575 г. Вирих омъжва сестра си Магдалена с Вилхелм VI (IV) фон Бернзау (1550 – 1599), синът на бившия му опекун. Магдалена получава от брат си зестра от 8000 талера за сметка на нейния отказ от господството Бройч.
Той е близък и дипломат на херцог Вилхелм фон Юлих-Клеве-Берг, присъства като негов представител през лятото на 1576 г. на кръщенето на внучката му Анна Пруска.
През Осемдесетгодишната война (1568 – 1648) Вирих VI е неутрален.
Той е убит на 11 октомври 1598 г. близо до двореца му от неговите двама испански войника пазачи, които отрязват главата на трупа му и след това го изгарят.

## Фамилия
Вирих VI се жени три пъти.
Първи брак: през 1578 г. с пфалцграфиня Урсула фон Велденц (* 3 април 1543; † 1578), дъщеря на пфалцграф Рупрехт фон Пфалц-Велденц. Те нямат деца.
Втори брак: на 18 декември 1578 г. с Елизабет фон Мандершайд-Бланкенхайм (* 3 април 1544; † 3 септември 1586), дъщеря на граф Арнолд I фон Мандершайд-Бланкенхайм (1500 – 1548) и графиня Маргарета фон Вид (ок. 1505 – 1571), дъщеря на граф Йохан III фон Вид (ок. 1485 – 1533). Тя е сестра на неговия приятел Херман фон Мандершайд-Бланкенхайм (1535 – 1604) и на Йохан IV (1538 – 1592), епископ на Страсбург (1569 – 1592). Елизабет е от 1575 до 14 май 1578 г. княжеска абатиса в Есен. Те имат децата:
- Маргарета (1579 – 1611)
- Валбурга Анна (1580 – 1618), омъжена I. на 26 май 1612 г. за граф Жан фон Щирум (1567 – 1613), син на Херман Георг фон Лимбург, II. на 23 ноември 1615 г. за граф Райнхард фон Золмс-Браунфелс (1573 – 1630)
- Себастиан Вирих фон Даун (1582 – 1607), граф на Фалкенщайн и Лимбург
- Емих фон Даун
- Йохан Адолф (1582 – 1623), граф на Даун-Фалкенщайн и Лимбург, женен на 3 февруари 1611 г. за графиня Анна Мария фон Насау-Зиген (1589 – 1620), дъщеря на граф Йохан VII фон Насау-Зиген (1561 – 1623)

Трети брак: на 9 март 1596 г. с Анна Маргарета фон Мандершайд-Геролщайн (* 10 август 1575; † 4 март 1606), манастирска дама в Есен, дъщеря на граф Йохан Герхард фон Мандершайд-Геролщайн (1536 – 1611) и Маргарета вилд-и Рейнграфиня в Нойвил и Даун (1540 – 1600). Те имат дъщеря:
- Маргарета Мария фон Даун (1597 – 1620), омъжена на 12 март 1616 г. за Валрам IV фон Бредероде (1597 – 1620)

Вдовицата му Анна Маргарета фон Мандершайд-Геролщайн се омъжва през 1601 г. за граф Лудвиг Гюнтер фон Насау (1575 – 1604), син на граф Йохан VI фон Насау-Диленбург.